# 鮑爾斯角
61°19′S 54°6′W / 61.317°S 54.100°W
鮑爾斯角（英語：Cape Bowles），是南極洲的海岬，位於南設得蘭群島的克拉倫斯島，處於該島南端，在1820年由英國皇家海軍命名，現時由南極條約體系管理。